# 萩女子短期大学
萩女子短期大学（はぎじょしたんきだいがく、英語: Hagi Women's Junior College）は、山口県萩市椿東孤島5480に本部を置いていた日本の私立大学である。1967年に設置され、2000年に廃止された。大学の略称は萩女（はぎじょ）。

## 概要

### 大学全体
- 山口県萩市に所在した日本の私立短期大学で、設置主体は学校法人萩学園[2]。
- 1967年に開学、2つの学科[注 1]からなっていた。
- 1998年度の入学生を最後に[注釈 1]、2000年に短期大学としての使命を終える[5]。

### 教育および研究
- 国文学科と生活学科がおかれていた。生活学科では、「陶芸」・「生活工芸」・「栄養士」・「食物」の各コースをおいていた。国文学科には、「司書」・「情報文化」の各コースをおいていた。

### 学風および特色
- 学校法人萩学園が運営主体となっているが、萩市並びに周辺の町村の有志により設立された。
- 吉田松陰の個性教育にならい、師弟愛を中心とした行学一致の教育が基盤とされていた。

## 沿革
- 1960年 萩高等経理学校が創設される[6]。
- 1965年 準学校法人萩学園が設立される。
- 1966年 萩女子専門学校に校名変更。
- 1967年
  - 1月23日 左記を以て文部省[注 3]より短期大学の設置が認可される[7]。
  - 4月1日 萩女子短期大学が以下の学科体制にて開学する[8]。
    - 国文科 入学定員40名
    - 家政科 入学定員40名

  - 5月1日 学生数[9]/定員[10]
    - 国文科 女8/40
    - 家政科 女53/40
- 1968年
  - 5月1日 学生数[11]/定員
    - 国文科 女22/80
    - 家政科 女86/80
- 1969年 家政科の入学定員40→100に増員。うち以下、2専攻に分離する[注 4]。
  - 家政専攻 入学定員50名
  - 食物栄養専攻 入学定員50名
- 1970年
  - 5月1日 学生数[14]/定員
    - 国文科 女28/80
    - 家政科 女82/200
- 1988年 学科の名称を以下の通り変更する[15]。
  - 国文科→国文学科
  - 家政科→生活学科
    - 家政専攻→生活専攻

  - 5月1日 学生数[16]/定員
    - 国文学科 女62/80
    - 生活学科 女60/200
- 1998年 この年度をもって学生募集を終了[注釈 1]。
  - 5月1日 学生数[17]/定員
    - 国文学科 女61/80
    - 生活学科 女67/200
- 1999年
  - 5月1日 学生数[18]/定員
    - 国文学科 女16/40
    - 生活学科 女36/100
- 2000年
  - 7月28日 左記を以て正式に廃止[5]。

## 基礎データ

### 所在地
- 山口県萩市椿東孤島5480

### 象徴
- 萩女子短期大学のカレッジマークは右記の資料を参照[19]。

## 教育および研究

### 組織

#### 学科[注 5]
- 国文学科 入学定員40名
- 生活学科
  - 生活専攻 入学定員50名
  - 食物栄養専攻 入学定員50名

#### 専攻科
- なし

#### 別科
- なし

#### 取得資格について
資格
- 栄養士：生活学科食物栄養専攻にて設置されていた。
- 司書・司書教諭：国文学科にて設置されていた。

教職課程
- 中学校教諭二種免許状の課程が設置されていた。
  - 国語：国文学科にて設置されていた[22][21]。
  - 家庭：生活学科生活専攻の前身である家政科家政専攻にて設置されていた [23]。

### 研究
- 『萩女子短期大学研究紀要』[24]

## 大学関係者と組織

### 大学関係者一覧
- 権堂義幸

#### 大学関係者
- 正田守

## 施設

### キャンパス
- バブル景気只中の1989年秋、萩湾に浮かぶ半島・狐島（きつねじま。大学により美萩台（びはぎだい）と愛称が付けられた）に豪奢な建築の学舎を建て並べたことで話題となった。なお、本土との通路部には守衛所があった。
  - ちなみに国道191号線沿いの後小畑地区にはこの美萩台にほど近い防長交通のバス停に「萩女子短期大学前」という名前が付けられていたが、萩女閉校後「波高（なみだか）」にかわった。
  - 山口放送で日曜昼に放送されていた天気予報の枠のスポンサーであった時代もあって、本校と美萩台のキャンパスが映像として放送されたことがある。

## 社会との関わり
- 1990年、天才・たけしの元気が出るテレビ!!で放送されて話題となった。

## 卒業後の進路について

### 編入学･進学実績
- 徳島文理大学ほか。